# Lymantria joannisi
Lymantria joannisi este o specie de molii din genul Lymantria, familia Lymantriidae, descrisă de Le Cerf 1921 Conform Catalogue of Life specia Lymantria joannisi nu are subspecii cunoscute.